# Ебботт і Костелло зустрічають поліцейських з Кістоуна
«Ебботт і Костелло зустрічають поліцейських з Кістоуна» (англ. Abbott and Costello Meet the Keystone Kops) — американська кінокомедія режисера Чарльза Лемонта 1955 року.

## Сюжет
1912 рік. Гаррі Пірс і його друг Віллі Пайпер вкладають $5000 в кіностудію-одноденку «Едісон» під керівництвом шахрая Джозефа Гормана, який негайно зникає з грошима і своєю подругою Леотою в Голлівуд, де зображує з себе режисера із Європи Сергія Туманоффа, а Леота кінозірку.
Пірс і Пайпер, зрозумівши, що їх ошукали, відправляються в погоню за злодієм. Прибувши в Лос-Анджелес, вони збираються взяти участь у зйомках вестерну, режисером якого найняли Туманоффа. Той розлючений їх появою, але директор студії, містер Снейвлі, наймає приятелів на посади каскадерів, вражений їх трюковими здібностями. Тоді Туманофф намагається знищити приятелів, поки вони не розкрили його справжню особу. Перед виконанням ними каскадерських трюків він псує парашут, замінює холості патрони бойовими, але друзям дивом вдається уникнути смерті і поранень. Переглянувши сцену з літаком, містер Снейвлі вирішує, що з Пірса і Пайпера вийде відмінний комедійний дует і дає вказівку Туманоффу зняти цю парочку в ролях. Тоді Горман-Туманофф із подругою вирішують зав'язувати з маскарадом і викрадають $75 000, що були у студійному сейфі, але захоплені на місці злочину Гаррі і Віллі, які кидаються за ними в погоню. Вони просять допомогти їм «поліцейських з Кістоуна», що знаходяться на знімальному майданчику в очікуванні початку зйомок. Пірс і Пайпер не здогадуються, що ці поліцейські — не справжні, а «поліцейські» — що це справжня погоня, а не зйомки. Погоня триває через все місто і закінчується на аеродромі, де злочинців хапають.

## У ролях
- Бад Еббот — Гаррі Пірс
- Лу Костелло — Віллі Пайпер
- Фред Кларк — злодій Джозеф Горман (режисер Сергій Туманофф)
- Мак Сеннет — камео
- Лінн Барі — Леота ван Кліф, подруга Гормана
- Максі Розенблюм — Гіндс
- Гарольд Гудвін — кінооператор
- Роскоу Ейтс — водій фургона
- Гейні Конклін — охоронець в студії

## Цікаві факти
- Після того, як фільм був знятий, студія Universal вирішила змінити назву на «Ебботт і Костелло — каскадери» (Abbott and Costello in the Stunt Men), вважаючи згадка про серії Keystone Kops застарілим, проте незабаром погодилася залишити назву.
- Зйомки фільму проходили з 7 червня по 9 липня 1954 року.
- У фільмі знялися дочка Костелло, режисер серії Keystone Kops Мак Сеннет (камео) і троє з «кістоунських поліцейських»: Гейні Конклін, Генк Манн і Гарольд Гудвін.

## Прем'єрний показ у різних країнах
- США — 2 лютого 1955 (тільки в Лос-Анджелесі)
- Швеція — 21 лютого 1955
- Бельгія — 11 березня 1955
- Данія — 25 квітня 1955
- Фінляндія — 13 травня 1955
- Португалія — 25 липня 1957
- Західна Німеччина — 23 вересня 1960
- Іспанія — 19 грудня 1966 (тільки в Барселоні); 12 грудня 1968 (тільки в Мадриді)